# Каминский, Александр Викторович
Александр Викторович Каминский (Родился 18 ноября 1957 г. в пос. Лиховской Каменского района Ростовской области) — российский государственный и политический деятель, депутат Государственной Думы VI и VII созывов. Член фракции «Единая Россия», член комитета Госдумы по энергетике. Сопредседатель Регионального штаба «Общероссийского народного фронта» в Ростовской области.

## Биография
В 1983 году получил высшее образование по специальности «инженер-шахтостроитель» окончив с отличием Новочеркасский ордена Трудового Красного Знамени политехнический институт им. Серго Орджоникидзе. С 1975 по 1977 год служил в Советской Армии. В 1983 году был принят на работу в производственное объединение «Ростовуголь» на должность горного инженера на шахту «Майская». С 1988 по 2011 год работал заместителем начальника участка, заместителем директора по капитальному строительству, заместителем главного инженера, бригадиром комплексной бригады шахтеров-проходчиков на шахтах Ростовской области. В 2011 году работал проходчиком пятого разряда на шахте ОАО «Донуголь».
В 2011 году получил предложение от партии «Единая Россия» баллотироваться в депутаты Госдумы по партийным спискам. По итогам выборов избран депутатом Государственной Думы VI созыва, в Госдуме вошёл в состав фракции «Единая Россия».
В сентябре 2013 года участвовал в выборах депутатов Законодательного собрания Ростовской области, список «Единой России» возглавляли губернатор Василий Голубев и депутат Госдумы Александр Каминский, который был избран депутатом, но от мандата отказался в пользу другого кандидата из списка.
В сентябре 2016 года баллотировался в Госдуму по спискам партии «Единая Россия», по результатам выборов избран депутатом Государственной думы РФ VII созыва.

## Законотворческая деятельность
С 2011 по 2019 год, в течение исполнения полномочий депутата Государственной Думы VI и VII созывов, выступил соавтором 30 законодательных инициатив и поправок к проектам федеральных законов.